# Nguyễn Tiến Hải (kiểm sát viên)
Nguyễn Tiến Hải là kiểm sát viên cao cấp người Việt Nam. Ông từng giữ chức vụ Viện trưởng Viện kiểm sát nhân dân tỉnh Ninh Thuận.

## Tiểu sử
Từ năm 2014 đến nay (2018.07), Nguyễn Tiến Hải là Viện trưởng Viện kiểm sát nhân dân tỉnh Ninh Thuận.
Ngày 19 tháng 4 năm 2017, Nguyễn Tiến Hải được trao quyết định bổ nhiệm kiểm sát viên cao cấp.

## Phong tặng
- Huân chương Lao động hạng Ba (Chủ tịch nước Việt Nam trao tặng ngày 25/1/2018)[3]